# Asociația Nevăzătorilor din România
Asociația Nevăzătorilor din România (ANR) este o organizație nonguvernamentală din România, cu o structură de 35 de filiale, recunoscută de utilitate publică prin H.G. 1033/03.09.2008, care funcționează în baza Ordonanței Guvernului nr. 26 din 30 ianuarie 2000 cu privire la Asociații și Fundații, publicată în Monitorul Oficial al României nr. 39/31.01.2000, modificată și completată prin Legea nr. 246 din 18 iulie 2005, publicată în Monitorul Oficial al României nr. 656 din 25 iulie 2005 și are personalitate juridică potrivit Sentinței Civile nr. 3288 din 27 septembrie 1956 a fostului Tribunal Popular al Raionului «23 August» București și este continuatoarea organizației „Societatea Orbilor din România” întemeiată de Regina Elisabeta a României, așa cum rezultă din documentele privind subvenționarea acesteia de către stat, publicate în Monitorul Oficial nr. 194 din 27 noiembrie 1909 și din Statutul aprobat prin Decretul Regal nr. 3159 din 11 noiembrie 1910 publicat în Monitorul Oficial nr. 180 din 14 noiembrie 1910.
Asociația Nevăzătorilor din România reprezintă interesele nevăzătorilor la nivelul întregii țări, fiind recunoscută ca organizație națională reprezentativă a nevăzătorilor atât de către autoritățile publice române, cât și de către organizațiile internaționale ale nevăzătorilor; este membră a Uniunii Europene a Nevăzătorilor, a Uniunii Mondiale a Nevăzătorilor, a Consiliului Național al Dizabilității și, implicit, a Forumului European al Dizabilității.

## Istoric

### Anii 1906 - 1947
La 1 august 1906, Regina Elisabeta, susținută de Regele Carol I și de înalți reprezentanți ai clasei politice a vremii, a fondat „Societatea Orbilor din România”, for de importanță majoră în proiectele umanitare ale Reginei, conceput ca să dezvolte, prin organismul său central și prin filialele sale, o serie de instituții în beneficiul adulților și copiilor cu afecțiuni vizuale grave. Încă de la început, societatea a instituit Azilul Orbilor Vatra Luminoasă și Școala primară pentru orbi „Regina Elisabeta” pentru funcționarea cărora s-au construit corpurile de clădiri din Str. Mărcuța-între-vii nr. 20, azi Str. Vatra Luminoasă nr. 108, București. În vederea atingerii țelurilor de ocrotire socială ale Societății Orbilor, Palatul regal achiziționase în 1901 o suprafață de 12. 5 ha, în estul Capitalei, pentru ca aici să poată fi edificate locațiile pentru instituțiile planificate. Regina a pus piatra de temelie a Azilului Vatra Luminoasă și a Școlii primare (numite de acum înainte, împreună, Așezământul Vatra Luminoasă), la 18 oct. 1908, operațiunile de construire încheindu-se în 1912. Practic, locațiile actualelor instituții – Centrul Școlar pentru Deficienți de Vedere Regina Elisabeta și Asociația Nevăzătorilor – datează de la începutul secolului XX, fiind opera Reginei și a guvernanților din acea epocă. De subliniat că, alături de resursele acordate de stat și de personalități din țară, o parte din fondurile destinate ridicării așezământului i se datorează președintelui Statelor Unite Theodore Roosevelt, iar o altă importantă parte remarcabilei invenți tehnice a tipografului nevăzător Dimitrie Theodorescu a cărui „Tiparniță braille” s-a vândut cu mare succes in Anglia, Australia si Statele Unite ale Americii. Aceste informații prezente în documentele vremii sunt reluate de istoricul Gabriel Badea Păun în monografia sa „Poeta Carmen Sylva, uluitoarea regină Elisabeta a României”, susținută ca lucrare de doctorat în Franța și publicată la Editura Humanitas. Activitățile de protecție socială, de pregătire profesională, de școlarizare din Așezământul Vatra Luminoasă au atins un prestigiu atât de înalt încă din primii ani, încât, în 1920, Primăria Capitalei a schimbat numele străzii Mărcuța-între-vii în Vatra Luminoasă. Numele străzii s-a extins în timp și asupra cartierului. Este singurul caz din Europa în care un cartier al unui mare oraș își datorează numele unei instituții a nevăzătorilor.
Societatea Orbilor a coordonat, după primul război mondial, activitatea Azilului și a Școlii din cadrul Așezământului Vatra Luminoasă, precum și a Azilurilor pentru Orbi din Cernăuți și Timișoara, a școlilor pentru nevăzători din Cluj și Arad, iar din 1936 și a celei din Buzău. Societatea a funcționat în spiritul și litera Legi nr. 21 pe 1924 cu privire la asociații și fundații, ajungând să-și înființeze numeroase filiale în țară și în străinătate. În timpul celui de-al doilea război mondial, din cauza distrugerii unor spitale în bombardamente, Așezământul Vatra Luminoasă a găzduit un spital de oftalmologie.
De menționat că în perioada interbelică termenul de „azil” nu avea un caracter peiorativ. În cadrul acestuia, la București, funcționau ateliere de producție în care lucrau nevăzătorii interni ai Azilului și ale căror produse erau comercializate, aceste venituri adăugându-se subvenției consistente din partea statului.
Pentru a omagia contribuția familiei regale, deci, a conducătorilor statului la edificarea și dezvoltarea Societății Orbilor și a instituțiilor sale, la 31 oct. 1925, în curtea Așezământului Vatra Luminoasă, în prezența și sub auspiciul Primului ministru Ion I. C. Brătianu, a fost dezvelit bustul Reginei Elisabeta. Societatea Orbilor avea, în 1940, înainte de cesiunile teritoriale, un număr de 70 de filiale, în țară și în străinătate..

### Anii 1947-1989
În anul 1949, „Societatea Orbilor din România” a fost desființată, de către regimul comunist, prin decretul care a desființat toate Asociațiile și Fundațiile. De menționat că în același an au fost distruse, de către comuniști, și simbolurile ctitorilor provenind din familia regală: bustul Reginei Elisabeta a fost deteriorat iremediabil și făcut să dispară, iar scrierile sale, semnate Carmen Sylva, precum și cele ale Reginei Maria, transcrise în braille, au fost arse într-un „ceremonial”, specific stalinist.
Regimul comunist a desființat Societatea Orbilor din România, dar nu și instituțiile create de aceasta: astfel, Așezământul Vatra Luminoasă, cu atelierele și spațiile sale de cazare, a fost transformat în Grupul Școlar Profesional nr. 5 destinat, de asemenea, nevăzătorilor. Elevii Școlii primare Regina Elisabeta au fost redistribuiți la școlile din Cluj și Buzău, Grupul Școlar de la București fiind destinat adolescenților și adulților, pentru calificare și chiar recalificare profesională.
În paralel, în anii 1949-1950, într-o acțiune ce trebuie să fie calificată drept integral pozitivă, regimul a înființat ceea ce avea să devină Uniunea Centrală a Cooperației Meșteșugărești (UCECOM) și unitățile cooperatiste de profil în care a integrat persoane cu toate tipurile de handicap. Astfel, i-a adunat de pe străzi și i-a scos din izolare pe nevăzătorii tineri și apți de muncă, trimițându-i fie la școlarizare profesională, fie calificându-i la locul de muncă, în meserii și ocupații manufacturiere simple și foarte accesibile lor, potrivite cu nivelul de dezvoltare tehnică a economiei momentului: confecționare de mături, perii și ambalaje din carton.
O dată cu mobilizarea unei acțiuni de o asemenea amploare socială, precum școlarizarea, pregătirea profesională și încadrarea în muncă, s-a sesizat faptul că atât pentru nevăzători, cât și pentru autorități funcționarea a unei organizații a nevăzătorilor ar fi mult mai utilă decât absența ei. O astfel de structură, reunindu-i pe nevăzători și ajutându-i să comunice între ei pe probleme specifice, ar putea să anuleze viețuirea izolată și anevoioasă a acestei categorii umane. Pe de altă parte, o organizație a orbilor ar putea, prin membrii ei, să rezolve o serie de chestiuni specifice în locul autorităților.
În consecință, în anii 1955-1956, s-au creat structuri regionale (filiale) ale unei proiectate Asociații a Orbilor din România, iar într-un Congres al delegaților din 3-4 august 1956, la București, această organizație a și fost înființată sub numele de Asociația Orbilor din România, recunoscută prin Sentința Civilă nr. 3288 din 27 septembrie 1956 a fostului Tribunal Popular al Raionului «23 August», București. De remarcat, însă, că la Congresul de înființare, s-a produs un incident neobișnuit: Partidul Muncitoresc Român a dorit s-o impună ca secretar general al noii Asociații pe Laura Cernea, văduva lui Ștefan Foriș, membru marcant al Partidului Comunist din ilegalitate, asasinat de tovarășii săi în aprilie 1944. Delegații orbilor la Congres au refuzat, sistematic, să o voteze pe Laura Cernea.
Asociația Orbilor din România s-a aflat în coordonarea Ministerului Prevederilor Sociale, a preluat publicarea revistei braille Viață nouă (finanțată de numitul minister încă din 1954); a început operațiunile de identificare sistematică a nevăzătorilor și slabvăzătorilor, copii și adulți din întreaga țară și orientarea lor către școli, servicii oftalmologice, centre de profesionalizare sau unități meșteșugărești; a achiziționat o tipografie braille, reluând tradiția tipăririi de cărți, publicații și manuale școlare. În 1959, pe baza unei riguroase selecții a talentelor, a înființat Ansamblul de Revistă Optimiștii care, începând din acel an, a efectuat turnee în țară, cu reprezentații muzicale și umoristice, veniturile obținute fiind vărsate Asociației Orbilor și unor instituții ale statului, potrivit criteriilor legale ale vremii. În 1963, s-a organizat al doilea Congres al Asociației, redenumit însă conferință, care a decis schimbarea numelui organizației din Asociația Orbilor în Asociația Nevăzătorilor din România. Noi activități de socializare a deficienților de vedere au fost puse la punct în plan cultural și sportiv, fiind inițiată o serie de competiții și concursuri. Numărul filialelor Asociației Nevăzătorilor a ajuns la 16, conform numărului regiunilor administrative ale țării. În 1966, organizația a deschis un studio de înregistrare a cărții pe bandă magnetică, pe baza lecturii vocale, în fața microfonului. Totodată, filialele și-au deschis fonoteci pentru stocarea și distribuirea gratuită a cărților în noul format. În 1968, Asociația a obținut aprobarea pentru publicarea unui supliment trimestrial, în scriere obișnuită, al revistei lunare braille Viață nouă.
Ultima Conferință națională a Asociației Nevăzătorilor din timpul regimului comunist s-a desfășurat în 1971. Ministerul Muncii, coordonatorul și supervizorul activității acestei Asociații nu a mai aprobat desfășurarea vreunei alte conferințe, până la căderea regimului comunist. Deși activitățile curente s-au derulat în continuare, Asociația implicându-se în programe și servicii sociale, culturale, educaționale, sportive, de reprezentare și de consiliere pentru membrii săi, s-a observat o restrângere a autonomiei organizației, precum și refuzul autorităților de a sprijini înnoirile tehnice și diversificarea pregătirii profesionale necesare, precum și extinderea activităților. Cu toate acestea, organizația s-a dovedit a fi reprezentativă pentru nevăzătorii din România, intervenind în câteva rânduri când drepturile fundamentale și interesele acestora au fost în pericol. Astfel, s-a intervenit energic pe lângă conducerea statului, în 1980, când a existat tentativa de desființare a liceelor pentru nevăzători. Nu s-a putut face nimic, însă, împotriva notei telefonice de interzicere a accesului nevăzătorilor în învățământul superior, dispoziție PCR din 1981. Precizăm că în nici o altă țară comunistă nu a mai fost luată o măsură de o atât de aberantă dimensiune discriminativă.

### După 1990
În condițiile libertății redobândite la sfârșitul lui 1989, șansele și opțiunile Asociației au devenit mai generoase: a fost organizată, în mod liber, Conferința națională, în iunie 1990; numele periodicului organizației a fost schimbat din Viață nouă în Litera noastră; un reprezentant al nevăzătorilor a devenit inspector de specialitate în Ministerul Educației, responsabil cu educația deficienților de vedere și cu școlile de profil. Această funcție de înaltă responsabilitate profesională a permis luarea unor decizii juste de reînființare a unor școli pentru nevăzători desființate de regimul ceaușist și la instituirea altora noi, riguros necesare. A fost modernizat accesul la informație prin achiziționarea unor sisteme tipografice braille cu ajutorul Ministerului Culturii și prin programe PHARE, studioul cărții audio odată retehnologizat, a trecut la înregistrarea pe casete magnetice, iar în ultimii ani, la imprimarea cărților și a publicațiilor audio pe cd-uri, în format mp 3. Specialiștii organizației au contribuit decisiv la realizarea programului de voce sintetică în limba română pentru calculator, un program prin intermediul căruia nevăzătorii ajung să dobândească acces deplin la orice informație scrisă și reușesc să elimine bariera handicapului în relație cu munca în profesiunile și ocupațiile care presupun utilizarea tehnologiei informației.
La inițiativa organizației, pe 25 mai 1990, s-a emis H.G. 610 care le-a acordat nevăzătorilor o indemnizație lunară de însoțitor. În 1992, pe baza textelor avansate de către Asociație, Parlamentul a adoptat Legea 53 pentru protecția socială a persoanelor cu handicap și Legea 57 pentru încadrarea în muncă a persoanelor cu handicap. Pe baza Hotărârii Secretariatului de Stat pentru Handicapați (SSH) nr.1642/19 aug. 1992, drepturile bănești ale nevăzătorilor, decurgând din amintitele legi și numite „pensii sociale”, au fost distribuite de către Guvern prin intermediul Asociației Nevăzătorilor din România (ANR). Mai exact, sumele aferente, provenind de la Ministerul de Finanțe, prin SSH, nu ajungeau prin poștă la beneficiari decât după verificarea și avizarea dosarelor acestora de către specialiștii ANR.
ANR a funcționat ca partener de execuție bugetară al Guvernului până la 31 dec. 2003. Ordonanța Guvernului nr.14/2004 a schimbat modalitatea de distribuire a drepturilor bănești pentru persoanele cu handicap, trecând-o în sarcina consiliilor județene.
Începând din 1990 Conferințele Naționale (Adunările Generale) ale organizației naționale și ale filialelor sale s-au ținut cu regularitate, o dată la cinci ani, organele de conducere ale filialelor și ale Consiliului director național fiind alese democratic. Prin înființarea de noi filiale, aproape dublarea numărului lor, de la 16 la 30, a sporit totodată rețeaua sucursalelor și a cluburilor precum și cifra personalului salariat, producându-se astfel o deplasare spre domiciliile nevăzătorilor a serviciilor destinate lor în toate județele și toate orașele mari sau medii ca dimensiune.